# Gobierno mameluco en Irak
La dinastía mameluca de Irak (en árabe:مماليك العراق Mamālīk al-ʻIrāq) fue una dinastía que gobernó Irak entre los siglos XVIII y XIX, compuesta principalmente por kurdos.
En el Imperio Otomano, los mamelucos fueron esclavos libres que se convirtieron al Islam, fueron entrenados en una escuela especial y luego asignados a tareas militares y administrativas. Tales mamelucos presidieron el Irak otomano desde 1704 hasta 1831.
La elite gobernante mameluca, compuesta principalmente por oficiales georgianos, logró afirmar la autonomía respecto de sus señores otomanos, y restauró el orden y cierto grado de prosperidad económica en la región. Los otomanos derrocaron al régimen mameluco en 1831 e impusieron gradualmente su dominio directo sobre Irak, que duraría hasta la Primera Guerra Mundial, aunque los mamelucos continuaron siendo una fuerza sociopolítica dominante en Irak, ya que la mayoría del personal administrativo de referencia en Bagdad se extrajo de los antiguos hogares mamelucos o comprendían una sección transversal de la clase notable en los tiempos mamelucos.

## Antecedentes
El comienzo del siglo XVIII fue una época de cambios importantes tanto en Constantinopla como en Bagdad. El reinado del sultán Ahmed III (1703–30) estuvo marcado por una relativa estabilidad política en la capital y por extensas reformas, algunas de ellas influenciadas por modelos europeos, implementadas durante el Período del Tulipán por el Gran Visir Ibrahim Pasha.
Asimismo, al igual que en los dos siglos anteriores, Irak continuó siendo un campo de batalla entre el Imperio Otomano y el Imperio safávida. La región también sufrió frecuentes luchas entre clanes.

## Dinastía de Hasan Pasha

### Hasan Pasha (1704–1723)
En Bagdad, Hasan Pasha (georgiano: ფაშა), el gobernador otomano de origen georgiano enviado desde Constantinopla, y su hijo Ahmad Pasha (1723–47) establecieron una familia de mamelucos georgianos, a través de los cuales ejercieron la autoridad y administraron la provincia.

### Ahmad Pasha (1723–1747)
El hijo y sucesor de Hasan, Ahmad (georgiano: აჰმედ ფაშა), continuó reclutando a los mamelucos ascendiéndolos a puestos administrativos y militares clave. Tanto Hasan como Ahmad prestaron un valioso servicio al Imperio al frenar a las tribus ingobernables y asegurar un flujo constante de impuestos a la tesorería en Constantinopla y al defender a Irak contra la amenaza militar de los Safavidas de Irán.
Cuando Ahmad Pasha murió en 1747, sus mamelucos habían sido organizados en un cuerpo de élite poderoso de unos 2,000 hombres ("Guardia de Georgia"). A la muerte de Ahmad, el sultán intentó evitar que estos mamelucos asumieran el poder y envió a un forastero como su wali. Sin embargo, el yerno de Ahmad, Sulayman Abu Layla, que ya estaba a cargo de Basora, marchó a Bagdad al frente de su guardia georgiana y derrocó al administrador otomano, inaugurando así 84 años del gobierno mameluco en Irak.

### Sulayman Abu Layla Pasha (1749–1762)
Para 1750, Sulayman Abu Layla (georgiano: აბუ ლაილი) se había establecido como jefe indiscutible en Bagdad y había sido reconocido por la Sublime Puerta como el primer Pasha mameluco de Irak. El régimen recién fundado emprendió una campaña para obtener más autonomía del gobierno otomano y para frenar la resistencia de las tribus árabes y kurdas. Lograron contrarrestar las amenazas de Al-Muntafiq en el sur y pusieron Basora bajo su control. Alentaron el comercio europeo y permitieron que la British East India Company estableciera una agencia en Basora en 1763.

### Omar Pasha (1762–1776)
Los éxitos del régimen mameluco, sin embargo, aún dependían de su capacidad para cooperar con sus soberanos otomanos y su elite religiosa dentro de Irak. La Sublime Puerta a veces empleaba la fuerza para deponer a los pashas recalcitrantes de Bagdad, pero los mamelucos podían mantener su control de la gobenaduría e incluso ampliar sus dominios. Sin embargo, no lograron asegurar un sistema regular de sucesión y la formación gradual de hogares rivales de mamelucos resultó en faccionalismo y frecuentes luchas de poder. Otra amenaza importante para el gobierno mameluco vino de Irán, cuyo gobernante, Karim Khan, invadió Irak e instaló a su hermano Sadiq Khan en Basora en 1776 después de una resistencia prolongada y obstinada ofrecida por el general mameluco Sulayman Aga. La Sublime Puerta se apresuró a explotar la crisis y reemplazó a Omar Pasha (Georgiano: ომარ ფაშა) con un no mameluco, que se mostró incapaz de mantener el orden.

### Sulayman Pasha el Grande (1780–1802)
En 1779, Sulayman el Grande (Georgiano: სულეიმან ბუიუქი) volvió de su exilio en Shiraz y adquirió la gobernación de Bagdad, Basora y Shahrizor en 1780. Su gobierno (1780-1802) fue eficiente al principio, pero se debilitó a medida que creció. Importó un gran número de georgianos para fortalecer su clan, afirmó su supremacía sobre las diferentes facciones de mamelucos y restringió la influencia de los jenízaros. Fomentó la economía y continuó fomentando el comercio y la diplomacia con Europa, que recibió un gran impulso en 1798 cuando Sulayman dio permiso para que se designara un agente británico permanente en Bagdad. Sin embargo, su lucha contra las tribus árabes en el norte de Irak fue menor a pesar del hecho de que aplastó brutalmente a los rebeldes.
La ciudad kurda iraquí de Sulaymaniyah fue fundada en la época de Sulayman Pasha y lleva su nombre.

### Ali Pasha (1802–1807)
Ali Pasha (georgiano: ალი ფაშა) sucedió a Sulayman Pasha el Grande después de una lucha de poder en 1802. Fue quien repelió las incursiones Wahabies contra Najaf y Hilla en 1803 y 1806, pero no logró desafiar su dominio del desierto, ni pudo impedir el saqueo de Kerbala el 21 de abril de 1802.

### Sulayman Pasha el pequeño (1807–1810)
Después del asesinato de Ali en 1807, su sobrino Sulayman Pasha el Pequeño se hizo cargo del gobierno. Inclinado para restringir las autonomías provinciales, el Sultan Mahmud II (1808–39) hizo su primer intento de expulsar a los mamelucos de Bagdad en 1810. Las tropas otomanas depusieron y mataron a Sulayman, pero nuevamente no pudieron mantener el control del país. Después de otra amarga disputa interna en 1816, el enérgico yerno de Sulayman Dawud Pasha derrocó a su rival Said Pasha (georgiano: საიდ ფაშა; 1813-16) y tomó el control de Bagdad. El gobierno otomano reconoció a regañadientes su autoridad.

### Dawud Pasha (1816–1831)
Dawud Pasha (georgiano: დაუდ ფაშა) fue el último de los gobernantes mamelucos de Irak. Inició importantes programas de modernización que incluían limpiar los canales, establecer industrias, reformar el ejército con la ayuda de instructores europeos y fundar una imprenta. Además de los problemas habituales con las tribus árabes y las disensiones internas con los jeques, participó en una lucha más seria con los kurdos y mantuvo un conflicto con Irán sobre la influencia en el principado kurdo de Baban. El conflicto culminó con la invasión iraní de Irak y la ocupación de Sulaymaniyah en 1818. Más tarde, Dawud Pasha capitalizó la destrucción de los Jenízaros en Constantinopla en 1826 y eliminó a los Jenízaros como una fuerza local independiente.
Mientras tanto, la existencia del régimen autónomo en Irak, una fuente de ansiedad desde hace mucho tiempo en Constantinopla, se volvió aún más amenazador para la Puerta cuando Mehmet Alí, Pasha de Egipto comenzó a reclamar la Siria otomana, iniciándose la guerra egipcio-otomana (1831-1833). En 1830, el sultán decretó la remoción de Dawud Pasha, pero el emisario que llevaba la orden fue arrestado en Bagdad y ejecutado. En 1831, el ejército otomano bajo Ali Ridha Pasha marchó de Alepo a Irak. Devastado por las inundaciones y una epidemia de peste bubónica Bagdad capituló después de un bloqueo de diez semanas que causó una hambruna masiva. Dawud Pasha, frente a la oposición de los clérigos locales dentro de Irak, se rindió a los otomanos y fue tratado con favor. Su vida terminó en 1851, mientras era custodio del santuario en Medina. La llegada del nuevo gobernador del sultán a Bagdad en 1831 marcó el comienzo de un gobierno otomano directo en Irak.
El nuevo gobernador otomano, Ali Ridha Pasha, se vio obligado a aceptar la presencia todavía dominante de los mamelucos en Bagdad, incluso después de que el último pasha de los mamelucos hubiera sido depuesto. Más tarde se casó con la hija del exgobernador mameluco Sulayman Pasha el pequeño (1807–1813).
- Datos: Q6745731